# Youcef Chibane
Youcef Chibane (sinh ngày 23 tháng 9 năm 1988) là một cầu thủ bóng đá người Algérie thi đấu cho MC Oran ở vị trí tiền đạo.